# Старая Казанковка
Старая Казанковка (баш. Иҫке Казанковка) — деревня в Мелеузовском районе Республики Башкортостан Российской Федерации. Входит в состав Партизанского сельсовета.
Ранее носила название Казанковка и Старый Караган. Основали ее тамбовские крестьяне в 1876 году Припускали они тульских крестьян. Тамбовские крестьяне ушли после истечения срока аренды, а туляки купили землю у соседних башкир. В конце века в деревне было 74 двора, где жил 531 человек. Из них 50 были грамотными. В 1920 г. жили 603 человека в 92 дворах.

## География

### Географическое положение
Расстояние до:
- районного центра (Мелеуз): 15 км,
- центра сельсовета (Дарьино): 3 км,
- ближайшей ж/д станции (Мелеуз): 15 км.

## Население
| 2002 | 2009 | 2010 |
| ---- | ---- | ---- |
| 67   | ↘60  | ↘37  |

Национальный состав
Согласно переписи 2002 года, преобладающая национальность — русские (94 %).